# Виключення (нейронні мережі)
Виключення або дропаут (від англ. dropout) — метод регуляризації штучних нейронних мереж, призначений для запобігання перенавчання мережі. Метод значно підвищує швидкість навчання.
Суть методу полягає в тому, що в процесі навчання із загальної мережі випадковим чином виділяється підмережа, для якої здійснюється навчання. Після навчання обраної підмережі випадковим чином обирається нова підмережа і навчання продовжується. Вибір нейронів для підмережі відбувається випадковим чином з ймовірністю, яка називається коефіцієнтом дропаута. Більш навчені нейрони отримують в мережі більшу вагу.
Під час тестування дропаут не застосовується.